# Celerena recurvata
Celerena recurvata là một loài bướm đêm trong họ Geometridae.